# Atelopus zeteki
Atelopus zeteki és una espècie d'amfibi que viu a Panamà.
Està amenaçada d'extinció per la pèrdua del seu hàbitat natural.
Aquesta granota reflecta bona salut al seu escosistema.
Redueix les poblacions d'insectes, com per exemple les mosques.